# Mike Thackwell
Michael Thackwell (Papakura, Auckland, Novi Zeland, 30. ožujka 1961.) je bivši novozelandski vozač automobilističkih utrka. Godine 1979. osvojio je treće mjesto u Britanskoj Formuli 3 za momčad March Engineering. U Europskoj Formuli 2 se natjecao od 1980. do 1984. gdje je upisao ukupno devet pobjeda. Nakon što je 1983. osvojio titulu viceprvaka za Ralt Racing, za istu je momčad sljedeće 1984. osvojio naslov prvaka. Godine 1985. osvojio je naslov viceprvaka u Formuli 3000, također za momčad Ralt Racing. U Formuli 1 je nastupao 1980. i 1984. Debitirao je na Velikoj nagradi Nizozemske 1980. na Zandvoortu. Thackwell je na tu utrku stigao kao Tyrrellov mladi vozač i gledatelj, a onda ga je Jackie Oliver nakon prvog treninga pozvao da vozi Arrowsov bolid umjesto Jochena Massa, koji se ozlijedio na prethodnoj Velikoj nagradi Austrije. Thackwell je prihvatio poziv, no nije se uspio kvalificirati za utrku.

## Vanjske poveznice
- Mike Thackwell - Driver Database
- Mike Thackwell - Stats F1
- Mike Thackwell - Racing Sports Cars